# Казкова подорож містера Більбо Беггінса, гобіта
«Казкова подорож містера Більбо Беггінса, гоббіта» (рос. «Сказочное путешествие мистера Бильбо Беггинса, Хоббита») — російський радянський телефільм-вистава за мотивами фентезійного романом Джона Р. Р. Толкіна «Гоббіт». У роботі над телефільмом взяли участь митці санкт-петербургських театрів.
Фільм було знято у 1984 році, а режисером виступив Володимир Латишев. Бюджет стрічки був копійчаний й творці не узгоджували з правовласниками свою екранізацію.

## Сюжет
Сидячи в кріслі, Автор починає розповідь про мандри гобіта Більбо Беггінса. Той жив у своїй норі, поки в його спокійний світ не увійшов чарівник Гендальф, а потім і тринадцять гномів, які змогли вмовити хоббіта вирушити з ними в небезпечну подорож.
Захоплені негодою в горах, мандрівники спробували сховатися в печері, проте в результаті потрапили в полон до гоблінів. Гендальф зміг втекти й потім виручив супутників, убивши вождя гоблінів зачарованим мечем. Коли, кинувшись у погоню, гобліни наздогнали втікачів, Більбо впав, вдарився об камінь і знепритомнів, а прокинувшись, знайшов золоте кільце. В цей час гобіта виявив підземний житель — Голум, який запропонував Беггінсу зіграти в загадки. За підсумками цієї гри Голлум мав або вивести Більбо назовні, або з'їсти його. Гобіт виграє, задавши питання про те, що у нього в кишені. Голум не хоче виконувати свою обіцянку, проте для полювання на Більбо йому потрібно кільце — саме те, що й знаходилося в кишені у Беггінса.
Вибравшись назовні, гноми потрапляють в лапи гігантських павуків, однак гобіт рятує їх. Потім експедиція приходить в Озерне місто, жителі якого зустрічають гномів з захопленням. Однак тепер настає найбільш небезпечна частина подорожі — проникнення в лігво дракона Смога в Самотній горі. Там Більбо спершу знаходить алмаз Аркенстон, а потім зустрічається з самим драконом. Той хвалиться міцністю своєї шкури й дозволяє гобіту оглянути її. Беггінс знаходить там незахищене місце, після чого насміхається над Смогом. Той у люті летить в Озерне місто, однак лучник Бард, попереджений Більбо, потрапляє точно в діру.
Після смерті дракона гноми сперечаються, як поділити скарби. Очолює загін гномів Торін не хоче ділитися багатствами, але Більбо відмовляється від своєї частки та віддає Аркенстон людям.
На місто нападають гобліни, а люди й гноми разом борються з ворогами та перемагають, але Торін отримує в битві смертельну рану і вмирає, покаявшись у своїх поганих вчинках.
Гноми ще раз пропонують Більбо частку багатств, але той знову відмовляється від золота і приймає лише подарунок на пам'ять, після чого повертається у свій будинок, де починає писати вірші й ходити в гості до ельфів, щоб разом з ними згадувати свої пригоди.

## Версії
Фільм існує принаймні у двох офіційних варіантах, в кожному з яких є епізоди, що потрапили в цю версію. Хронометраж версій відрізняється на 50 секунд. Телевізійна версія, що транслювалася ефірними та кабельними каналами, містить сцену з гномами, які співають пісні «Бийте тарілки» і «За сині гори, за білий туман». Епізод відсутній у DVD-версії. DVD-версія містить сцени поділу скарбів, битви з гоблінами біля Озерного міста, загибелі Торіна. Епізоди відсутні у телеверсії.
Існує також «аматорська» версія, створена на основі DVD. Вона триває 72 хвилини та містить епізоди, наявні тільки в телевізійній версії.

## В ролях
- Зиновій Гердт — оповідач
- Михайло Данилов — Більбо
- Іван Краско — Гендальф
- Ігор Дмитрієв — Голум
- Анатолій Равикович — Торін Дубощит
- Георгій Корольчук — Кілі
- Михайло Кузнецов — Філі
- Олексій Кожевников — Балін
- Микола Гаврилов — Двалін
- Кирило Датешидзе — Дорі
- Володимир Козлов — Норі
- Олег Лєваков — Орі
- Юрій Затравкін — Глоїн
- Володимир Лельотко — Оїн
- Михайло Храбров — Бофур
- Юрій Овсянко — Біфур
- Олександр Ісаков — Бомбур
- Борис Соколов — Бард
- Олексій Цуканов — дракон Смог
- Володимир Мартьянов — павук
- Ігор Муравйов — павук
- Михайло Матвєєв — ватажок гоблінів
- Леонард Секирін — гоблін
- Олександр Сланксніс — гоблін

Танці виконують артисти Ленінградського державного академічного театру опери та балету.